# Конституция Соломоновых Островов
Конституция Соломоновых Островов — высший нормативный правовой акт, действующий на Соломоновых Островах.
Конституция была утверждена 31 мая 1978 года и вступила в силу 7 июля 1978 года после обретения независимости от Великобритании.
В 2017 году руководители провинций согласились преобразовать его в новый высший федеральный закон, однако по состоянию на 2018 год он не вступил в силу.

## Государственный строй
Согласно Конституции, Соломоновы Острова — конституционная монархия с королевой Елизаветой II во главе государства. Королева представлена генерал-губернатором, который должен быть гражданином страны и избирается однопалатным парламентом. Выборы проводятся каждые четыре года на основе всеобщего избирательного права взрослых. Премьер-министр, избираемый парламентом, должен быть депутатом; кабинет избирается премьер-министром и обладает исполнительной властью.

## Правовая система
В статье 2 Конституции говорится следующее:
Настоящая Конституция является высшим законом Соломоновых Островов, и если какой-либо закон оказывается несовместимым с Конституцией, то этот закон считается недействительным в пределах такого несоответствия.
В статье 3 Конституции говорится следующее:
Каждый на Соломоновых Островах имеет право пользоваться основными правами и свободами человека, а именно безоговорочное право — независимо от его расы, месторождения, политических убеждений, цвета кожи, вероисповедания или пола и при условии уважения прав и свобод других лиц и интересов общества — на следующее: а) жизнь, свободу, личную неприкосновенность и защиту со стороны закона; b) свободу совести, выражения мнений, собраний и ассоциации; и с) защиту неприкосновенности его жилища и другого имущества и защиту от лишения имущества без выплаты компенсации.
Предусмотренные Конституцией права и свободы содержатся в следующих её статьях:
- 4 — Защита права на жизнь;
- 5 — Защита права на личную свободу;
- 6 — Защита от рабства и принудительного труда;
- 7 — Защита от бесчеловечного обращения;
- 8 — Защита от лишения имущества;
- 9 — Защита неприкосновенности жилища и другого имущества;
- 10 — Обеспечение защиты со стороны закона;
- 11 — Защита свободы совести;
- 11 — Защита свободы религии;
- 12 — Защита свободы выражения мнений;
- 13 — Защита свободы собраний и ассоциации;
- 14 — Защита свободы передвижения;
- 15 — Защита от дискриминации по признаку расы.

Конституция предусматривает учреждение законодательной, судебной и исполнительной власти. Кроме того, она предусматривает назначение на должность генерал-губернатора, премьер-министра, членов кабинета, министра юстиции, директора государственного обвинения, омбудсмена, а также создание таких институтов, как Высокий суд, Апелляционный суд, Комиссия по административной этике и т. д.
Судебная система Соломоновых Островов состоит из местных судов, Суда по рассмотрению земельных споров, Магистратского суда, Высокого суда и Апелляционного суда. Полномочия Магистратского суда предусмотрены в Законе о Магистратском суде. Магистратский суд может представлять в Высокий суд жалобы по вопросам факта и права. Магистратский суд обладает ограниченными полномочиями в том, что касается суммы налагаемых штрафов и выносимых приговоров. Высокий суд обладает компетенцией в качестве суда первой инстанции по рассмотрению гражданских и уголовных дел. В Апелляционный суд можно подавать апелляцию только по вопросам права.

## Законодательные и политические меры
В статьях 1—18 Конституции Соломоновых Островов предусмотрена защита основных прав и свобод человека.
Статья 18 Конституции гарантирует соблюдение этих правовых норм и предусматривает, что Высокий суд является судом первой инстанции для рассмотрения любой жалобы на предполагаемое нарушение прав и свобод и для вынесения по ней соответствующего решения, а также для вынесения решения по любому вопросу, касающемуся того или иного лица и передаваемому ему на рассмотрение любым нижестоящим судом.
Статья 96 Конституции предусматривает создание государственной должности омбудсмена. Обязанности омбудсмена включают проведение расследования в отношении действий любого должностного лица (государственная служба, полиция, служба исполнения наказаний, власти города Хониара, власти провинций и другие ведомства, комиссии, корпоративные организации или государственные учреждения, создаваемые по решению парламента), за исключением генерал-губернатора и его административного персонала, а также директора государственного обвинения и любого лица, действующего в соответствии A/HRC/WG.6/11/SLB/1 GE.11-12910 7 с его предписаниями. Управление омбудсмена открыто для любого гражданина Соломоновых Островов, который желает знать, каким образом государственные учреждения и государственные служащие принимают те или иные решения.